# Ernst Anton Nicolai

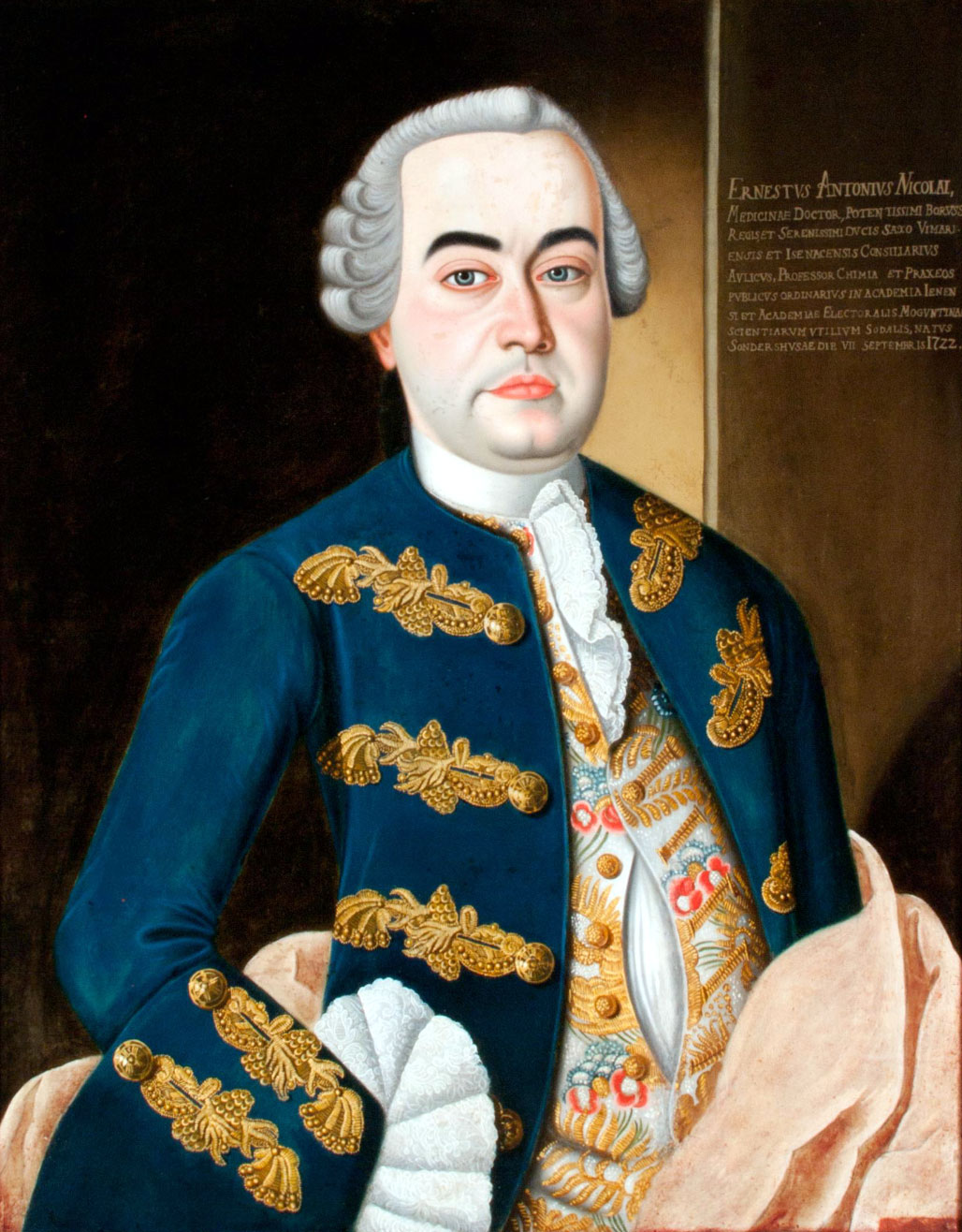
Ernst Anton Nicolai

Ernst Anton Nicolai (* 7. September 1722 in Sondershausen; † 28. August 1802 in Jena) war ein deutscher Mediziner.

## Leben
Ernst Anton war Sohn des Chirurgen und Baders Johann Christoph Nicolai (1695–1759) und dessen Frau Elisabeth Magdalena Kiesewetter, Tochter des Bürgermeisters Johann Christoph Kiesewetter (1656–1725).
Nach dem Besuch der Schule in seinem Geburtsort begann er Ostern 1740 ein Studium der Medizin an der Universität Halle. Hierzu absolvierte er das erste Jahr philosophische Studien zur Logik und Metaphysik bei Johann Friedrich Stiebritz sowie zur Naturlehre und Mathematik bei Johann Gottlob Krüger. An der medizinischen Fakultät wurden Johann Heinrich Schulze, Johann Friedrich Cassebohm, Heinrich Bass, Philipp Adolph Böhmer und besonders Friedrich Hoffmann seine Ausbilder. Nach der Verteidigung seiner Promotionsarbeit De dolore (vom Schmerz) erhielt er 1745 den akademischen Grad eines Doktors der Medizin. Danach wirkte er als Arzt in Halle und beteiligte sich am Vorlesebetrieb der Hochschule.
Dies brachte ihm am 18. Mai 1748 eine außerordentliche Professur in Halle ein und er wurde damit verbunden königlich preußischer Hofrat. Am 16. September 1758 wechselte er als ordentlicher Professor der theoretischen Medizin an die Universität Jena, wo er im Folgejahr die Professur der klinischen Medizin und Chemie übernahm. Man ernannte ihn zum Hofrat von Sachsen-Weimar-Eisenach und Schwarzburg-Sondershausen. Er wurde Leibarzt von Solms-Braunfels und er wurde in den Adelstand als kaiserlicher Hofpfalzgraf erhoben. Er beteiligte sich an den organisatorischen Aufgaben der Salana. So war er mehrfach Dekan der medizinischen Fakultät und in den Wintersemestern 1761, 1767, 1777, 1789 sowie im Sommersemester 1782 Rektor der Alma Mater. Auch gehörte er seit 1770 der Leopoldina, 1758 der Akademie in Erfurt sowie den Lateingesellschaften in Jena und Baden an.

## Werke (Auswahl)
- Die unschuldige Anklage der Zeit bey den Beschwerlichkeiten des Alters Wollte, Als Der Hochwohlgebohrne, Hochgelahrte und Hocherfahrne Herr, Herr D. Friedrich Hoffmann, Sr. Königlichen Majestät in Preussen Hochbetrauter Geheimbder Rath und Leib-Medicus … Den 3ten Mertz 1742. Sein Geburths-Fest Zum drey und achtzigsten mahle vergnügt feyerte, Unter hertzlichen Glück-Wunsch in einige Betrachtung ziehen. Halle 1742 (Online)
- Wirkungen der Einbildungskraft in den menschlichen Körper. Halle 1744 (Online), Halle 1751 (Online)
- Von der Verbindung der Musik mit der Arzneigelahrtheit. Jena 1745 (Online)
- Abhandlung vom Lachen. Jena 1746
- Abhandlung von der Schönheit des menschlichen Körpers in einem Glückwünschungsschreiben an Herrn Christ. Fried. Truppeln, als Derselbe die Doktorwürde in der Arzneygelahrheit auf der Universität zu Halle erhielte. Halle 1746 (Online)
- Gedanken von der Erzeugung des Kindes im Mutterleibe und der Harmonie und Gemeinschaft welche die Mutter währender Schwangerschaft mit demselben hat. Halle 1746 (Online)
- Theoretische und practische Betrachtung des Pulsschlags. Jena 1746
- Abhandlung von der Schönheit des menschlichen Körpers. Jena 1746, Halle 1747
- Gedanken von Thränen und Weinen. Halle 1748 (Online)
- Gedancken von der Erzeugung der Steine in dem menschlichen Körper, insonderheit in den Nieren, der Urin- und Gallen-blase, und von den innerlichen Steincuren. Halle 1749 (Online)
- Gedanken von der Erzeugung der Mißgeburten und Mondkälber. Jena 1749 (Online)
- Systema materiae medicae ad praxin applicatae. Jena 1750–1752 2. Bde.
- Vertheidigung seines Versuchs eines Lehrgebäudes von den Fiebern überhaupt. Jena 1753 (Online)
- Abhandlungen von Fehlern des Gesichts. Berlin 1754
- Theoretisch und practische Abhandlung von kalten Fiebern. Kopenhagen 1758
- Gedanken von der Verwirrung des Verstandes, dem Rasen und Phantasiren. Kopenhagen 1758 (Online)
- Diss. med. de dolore in genere. Pro loco. Jena 1758 (Online)
- Theoretische und practische Abhandlung von den kalten Fiebern. Kopenhagen 1758 (Online)
- Pathologie oder Wissenschaft von Krankheiten. Halle 1769–1779, 6. Bde.; Halle 1781–1784, 3. Bde.;
- Sammlung von Beobachtungen, Recepte und Kurarten, nebst theoretischen und practischen Anmerkungen. Jena 1780–1784 (Online) 2. Bde., 1788; 1799
- Orationem novi Alumnorum Ducalium coenaculi dedicandi causa. Jena 1782 (Online)
- Theoretisch und praktische Abhandlung über die Entzündung und Eiterung, den Brand, Scirrhus und Krebse und Kurarten dieser Krankheiten. Jena 1786 2. Bde.

### Begleitende Dissertationen
- Dissertatio medicinae de spissitudine sanguinis. Halle 1749 (Resp. Johann Christian Kerstens (* 17. Dezember 1713 in Stade; † 5. Juni 1801 in Kiel), Online)
- Dissertatio Medica Sistens Hydropis Pathologiam. Halle 1754 (Resp. Ernst Heinrich Davidis, Online)
- Diss. inaug. med. de acrimoniae in corpore humano existentis actione, causis et effectibus. Jena 1760 (Resp. Theophil Christoph Forst, Online)
- Diss. inaug. med. de obstructione mesenterii ut causa multorum variorum morborum. Jena 1760 (Resp. Johann Laurentius Friedrich August Krumm, Online)
- Diss. inaug. med. de caloris febrilis effectibus. Jena 1760 (Resp. Ernst Gottfried Baldinger, Online)
- Diss. inaug. med. de sudore ut signo. Jena 1760 (Resp. Johann Christian Wilhelm Holland, Online)
- Diss. inaug. med. sistens genuinam cachexiae indolem et naturam. Jena 1760 (Resp. Johann Heinrich Christoph Schencke, Online)
- Diss. inaug. med. de irritatione. Jena 1760 (Resp. Heinrich Christian Helwig, Online)
- Diss. inaug. med. de congestionibus. Jena 1761 (Resp. Johann Friedrich Wilhelmi, Online)
- Diss. inaug. med. de pulsibus. Jena 1761 (Resp. Jodokus Ehrhart, Online)
- Diss. inaug. med. de secretione corporis humani in genere. Jena 1762 (Resp. Johann Michael Hiecke, Online)
- Diss. inaug. med. de oleorum expressorum virtuti et usu. Jena 1765 (Resp. Franz Georg Dietz, Online)
- Diss. inaug. med. sistens analysin chemicam aquarum Jenensium. Jena 1772 (Resp. Georg Adolph Suckow, Online)
- Diss. inaug. med. de generatione chyli. Jena 1776 (Resp. Johann Wallfried Feuerlein, Online)
- Diss. inaug. med. de sanguinis colore rubro. Jena 1778 (Resp. Johann Wilhelm Güttich, Online)
- Diss. inaug. med. de nucis vomicae viribus et usu. Jena 1784 (Resp. Anton Friedrich Cappel, Online)
- Diss. inaug. med. de sensatione et irritatione. Jena 1791 (Resp. Ernst Friedrich Christian Graf, Online)

### Programme
- Programma de sensatione ac sensibilitate. Jena 1758 (Online)
- Progr. inaug. primum de deliriis. Jena 1759 (Dekanatsprogramm zur Promotion von Johann Georg Schmidt, Online)
- Progr. inaug. De genesi vertiginis. Jena 1759 (Dekanatsprogramm zur Promotion von Johann Joachim Wewetzer, Online)
- Progr. inaug. primum De genesi vertiginis. Jena 1759 (Dekanatsprogramm zur Promotion von Johann Christoph Buch, Online)
- Programma inaugurale quo demonstratur, quod calor corporis humani non oriatur ex attritu fluidorum. Jena 1760 (Dekanatsprogramm zur Promotion von Georg Andreas Runge, Online)
- Programma Auspicale I. quoœGenuina arthritidis eiusque specierum notio eruitur. Jena 1759 (Dekanatsprogramm zur Promotion von Ludwig Leonhard Bader, Online)
- Programma Auspicale II. quoœGenuina arthritidis eiusque specierum notio eruitur. Jena 1760 (Dekanatsprogramm zur Promotion von Johann Christian Wilhelm Holland, Online)
- Programma Auspicale III. quo Genuina arthritidis eiusque specierum notio eruitur. Jena 1760 (Dekanatsprogramm zur Promotion von Immanuel August Friedrich Bertram, Online)
- Programma Auspicale IV. quo Genuina arthritidis eiusque specierum notio eruitur. Jena 1760 (Dekanatsprogramm zur Promotion von Franz Petri Emcken, Online)
- Programma Auspicale V. quo Genuina arthritidis eiusque specierum notio eruitur. Jena 1760 (Dekanatsprogramm zur Promotion von Ernst Gottfried Baldinger, Online)
- Programma inaug., exponensœ rationem structurae quarundam auris partium.1. Jena 1760 (Dekanatsprogramm zur Promotion von Johann Heinrich Christoph Schenck, reader.digitale-sammlungen.de)
- Programma inaug., exponens rationem structurae quarundam auris partium. II. Jena 1760 (Dekanatsprogramm zur Promotion von Gottlob Heinrich Christian Baumann, Online)
- Programma inaug., exponens rationem structurae quarundam auris partium. III. Jena 1760 (Dekanatsprogramm zur Promotion von Johann Christian Döring, Online)
- Programma quo de cordis et arteriarum in sanguinem actione. Jena 1761 (Dekanatsprogramm zur Promotion von Jodocus Erhart, Online)
- De causis pelluciditatis partium corporis humani praesentis et sublatae. Progr. I. Jena 1761 (Dekanatsprogramm zur Promotion von Johann Friedrich Wilhelmi, Online)
- De causis pelluciditatis partium corporis humani praesentis et sublatae. Progr. II. Jena 1762 (Dekanatsprogramm zur Promotion von Johann Andreas Schaubach, Online)
- De causis pelluciditatis partium corporis humani praesentis et sublatae.Progr. III. Jena 1763 (Dekanatsprogramm zur Promotion von Gottlieb Friedrich Stuss, Online)
- Programma de pulsu celeri, cebro et frequenti. Jena 1763 (Dekanatsprogramm zur Promotion von Wessel Lümmen, Online)
- Progr. inaug. De deliriis. II. et ult. Jena 1763 (Dekanatsprogramm zur Promotion von Wilhelm Heinrich Sebastian Bucholtz, Online)
- Programma de notione morbi maligni. Jena 1763 (Dekanatsprogramm zur Promotion von Christoph Friedrich Carl Cappe, reader.digitale-sammlungen.de)
- Programma inaug., exponens rationem structurae quarundam auris partium. 4. Jena 1766 (Dekanatsprogramm zur Promotion von Martin Friedrich Henrici, Online)
- Dekanatsprogramm zur Promotion von Johann Christoph Fahner. Jena 1780 (Online)
- Dekanatsprogramm zur Promotion von Christian August Hauenschild. Jena 1782 (Online)
- Dekanatsprogramm zur Promotion von Johann Samuel Sommer. Jena 1786 (Online)
- Dekanatsprogramm zur Promotion von Georg Hermann August Rese. Jena 1788 (reader.digitale-sammlungen.de)
- Dekanatsprogramm zur Promotion von Johann Friedrich Heinrich Hieronymus. Jena 1790 (Online)
- Dekanatsprogramm zur Promotion von Ernst Friedrich Christian Graf. Jena 1791 (Online)
- Dekanatsprogramm zur Promotion von Christian Fürchtegott Schmalz. Jena 1792 (reader.digitale-sammlungen.de)
- Dekanatsprogramm zur Promotion von Christian Hieronymus Theodor Lützelberger. Jena 1791 (Online)
- Dekanatsprogramm zur Promotion von Johann Jacob Locher. Jena 1792 (Online)
- Dekanatsprogramm zur Promotion von Johann Andreas Braun. Jena 1792 (reader.digitale-sammlungen.de)